# フエンヒローラ生物園

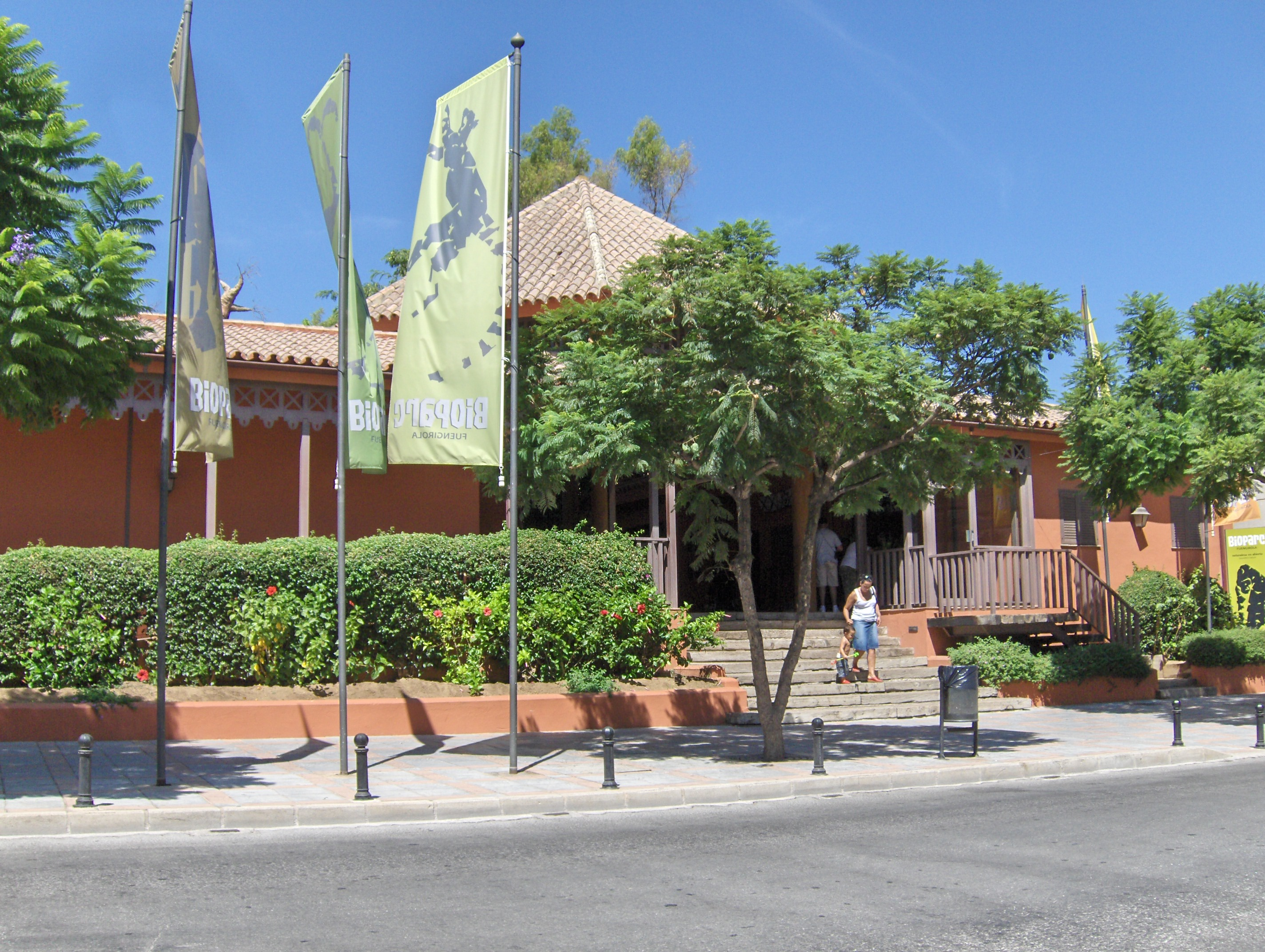
フエンヒローラ生物園の入口

フエンヒローラ生物園（スペイン語: Bioparc Fuengirola）は、スペイン・アンダルシア州マラガ県フエンヒローラにある動物園。1978年11月の開園から2010年まではフエンヒローラ動物園（スペイン語: Zoo de Fuengirola）という名称であった。

## 種の保全活動
フエンヒローラ生物園ではヨーロッパ動物園・水族館協会（EAZA）と協同で様々な種の保全活動に取り組んでいる
。例えば、マダガスカル島の動物相を構成する動物、ゴリラやオランウータンなどの類人猿である。
また、ヨーロッパ絶滅危惧種計画（EEP）の枠組みの中で、フエンヒローラ生物園の所在地付近の在来動物種の保全にも取り組んでいる。

## 歴史
当園は1978年11月にフエンヒローラ動物園として開園した。その後、1999年に大規模な改修が行われた。そして2010年にはフエンヒローラ生物園と改称された。2014年にはインドや太平洋地域の動物を新たに15種展示するようになり、その中にはコモドドラゴンも含まれている。